# Movimiento del software libre
El movimiento del software libre es un movimiento social con el objetivo de obtener y garantizar las libertades que permiten a los usuarios de software ejecutarlo, estudiarlo, cambiarlo y redistribuir copias del mismo con o sin cambios. Sobre la base de las tradiciones y filosofías de la cultura hacker y el mundo académico de los años 1970, Richard Stallman fundó formalmente el movimiento en 1983, con el lanzamiento del Proyecto GNU. Stallman estableció la Fundación del Software Libre en 1985 para apoyar el movimiento.
La meta del movimiento fue dar libertad a los usuarios, reemplazando el software con términos de licencia restrictivos, como el software privativo, por software libre.

## Filosofía
La mayoría de los miembros del movimiento de software libre creen que todo el software debería venir acompañado con las libertades declaradas en la definición de software libre. Muchos sostienen que es prohibir o impedir a las personas que hagan efectivas esas libertades y que estas son necesarias para crear una sociedad decente donde los usuarios puedan ayudarse mutuamente y tomar el control sobre el uso de un ordenador.
La Free Software Foundation defiende el principio de que todo software necesita documentación libre, ya que los programadores deberían tener la capacidad de actualizar manuales para reflejar las modificaciones realizadas en el software. Dentro del movimiento, la fundación FLOSS Manuals se especializa en proporcionar dicha documentación.
Algunos seguidores del movimiento de software libre no creen que el software privativo sea estrictamente inmoral. Sin embargo, razonan que la libertad es valiosa (tanto socialmente como pragmáticamente) como una propiedad del software per se, independiente de su calidad técnica en sentido estricto. Más aún, podrían usar el término "software libre" para distanciarse a sí mismos de afirmaciones tales como que el "software de código abierto" es siempre superior técnicamente al software privativo. En este sentido, objetan que los defensores del "software de código abierto", concentrándose solamente en méritos técnicos, animan a los usuarios a sacrificar su libertad (y los beneficios a largo plazo que se derivan de su uso) a cambio de ventajas a corto plazo que el software privativo pueda proporcionar.

### Diferencias con elsoftwarede código abierto
Los partidarios del código abierto argumentan en favor de las virtudes pragmáticas del software libre más que de cuestiones de moralidad. Su desacuerdo básico con la Free Software Foundation es su condena genérica del software privativo. Hay muchos programadores que disfrutan apoyando y usando software libre pero se ganan la vida desarrollando software privativo, y no consideran sus acciones inmorales. Las definiciones "oficiales" de software libre y software de código abierto son ligeramente diferentes, siendo la primera considerada más estricta generalmente, mientras que las licencias de software de código abierto son generalmente oscuras.

## Acciones

### Desarrollar software libre
El trabajo central del movimiento del software libre se centró en el desarrollo de software. El movimiento del software libre también rechaza el software propietario, rechazando instalar el software que no les da las libertades del software libre. Las ideas generadas por los asociados de GNU son, a su vez, un intento de promover un "ambiente de cooperación" que comprenda los beneficios de tener una comunidad local y una comunidad global.

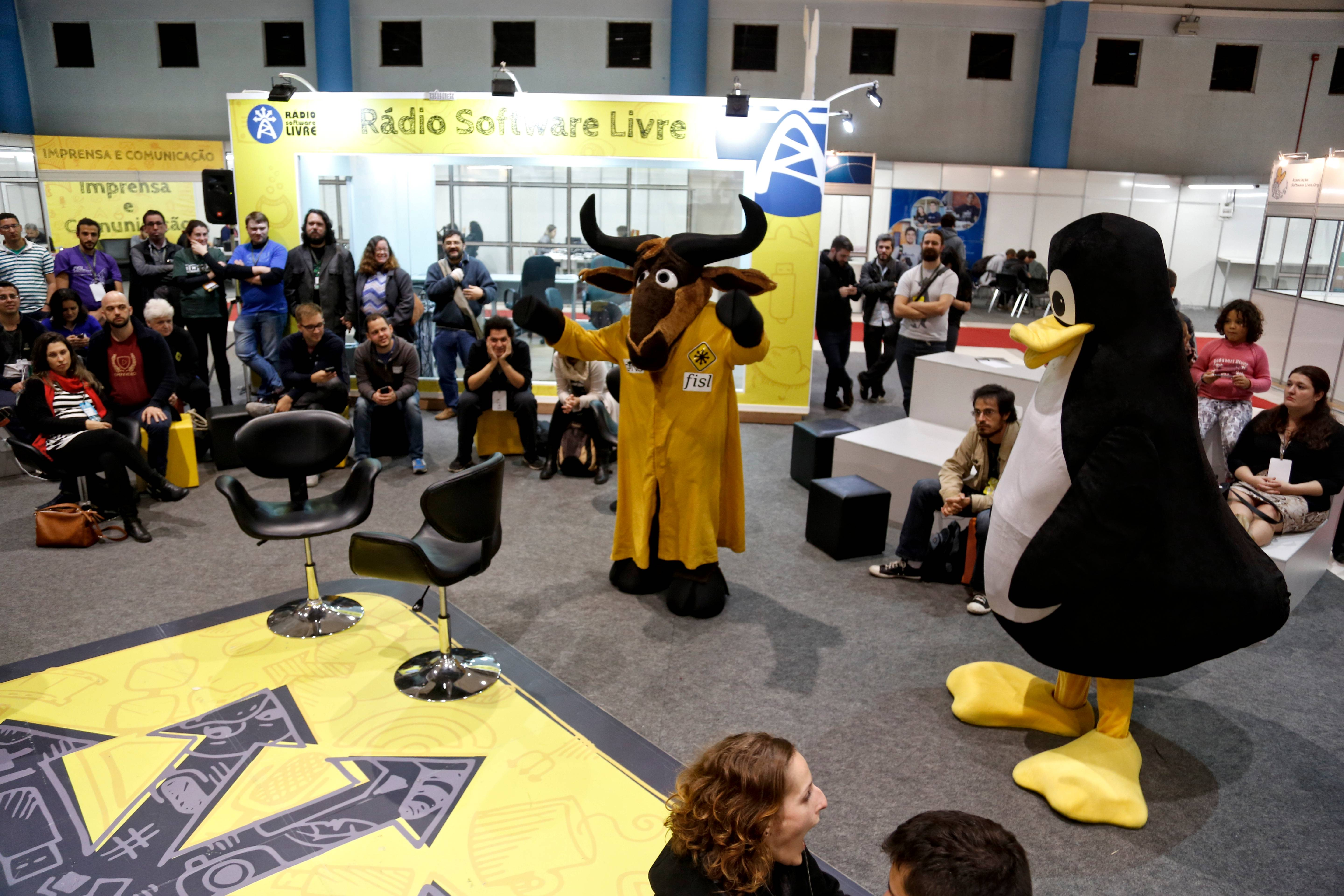
Mascotas de GNU y Linux alrededor de partidarios de software libre en FISL 16.

### Crear conciencia
Algunos partidarios del movimiento del software libre realizan charlas o conferencias para aumentar la conciencia sobre la libertad del software. Esto se considera importante ya que las personas que reciben software libre, pero que no son conscientes de que es software libre, más tarde aceptarán un reemplazo no libre o agregarán software que no es software libre.

### Legislación
Se ha hecho mucho trabajo de cabildeo contra las patentes de software y la ampliación de las leyes de derechos de autor. Otros grupos de presión se centran directamente en el uso de software libre por parte de agencias gubernamentales y proyectos financiados por el gobierno.

## Controversias

### ¿Deben comprometerse los principios?
Eric Raymond critica la velocidad con la que el movimiento del software libre está progresando, lo que sugiere que ciertos compromisos temporales deben hacerse en función de mejoras a largo plazo. Raymond sostiene que esto podría aumentar la conciencia sobre el software libre y así aumentar la influencia del movimiento en las normas y legislaciones pertinentes.
Richard Stallman, por otra parte, ve a los principios actuales del movimiento como una causa mayor de preocupación.

### ¿Cómo se les paga a los programadores?
Stallman sostiene aquí que se tiende a confundir la idea de "libre": no hay nada malo en solicitar el pago de los programadores por su trabajo en un proyecto. Restringir y controlar las decisiones del usuario sobre el uso, es lo que vulnera la libertad. Stallman defiende que, en algunos casos, el incentivo monetario no es necesario para la motivación a programar, ya que el placer de expresar la creatividad es una recompensa en sí misma.

### Licencias "virales"
El movimiento de software libre defiende el esquema de licencias copyleft (a menudo llamadas licencias víricas o virales). En su forma más fuerte, el copyleft establece que cualquier obra derivada de software con licencia copyleft también debe llevar una licencia copyleft, por lo que la licencia se extiende desde un trabajo a otro como una suerte de virus. Los críticos del copyleft discrepan en la idea de que esta cláusula esté en línea con el énfasis del movimiento del software libre en las "libertades", especialmente cuando alternativas como las licencias MIT, BSD y Apache son más permisivas. Los defensores argumentan sobre los beneficios de que el trabajo bajo copyleft normalmente no pueda ser incorporado en proyectos de software no-libres. Hacen hincapié en que las licencias copyleft no sirven para todos los usos y que, en cualquier caso, los desarrolladores pueden simplemente optar por no utilizar el software con estas licencias.

### Proliferación y compatibilidad de licencias
La proliferación de licencias FOSS es una preocupación en el dominio de software libre debido a consideraciones de compatibilidad entre licencias, que limita y complica la reutilización del código fuente entre proyectos de software libre. La OSI y la FSF mantienen listas propias con decenas de licencias existentes y aceptables de software libre. Existe un consenso en cuanto a que la creación de nuevas licencias debe ser minimizada a toda costa y estas deberían ser compatibles con las principales licencias existentes. Una controversia se generó en torno a la actualización de la GPLv2 a GPLv3 en 2007, ya que la licencia actualizada no resulta compatible con la versión anterior. Varios proyectos, principalmente entre los partidarios del código abierto como el kernel de Linux decidieron no utilizar la GPLv3, mientras que los proyectos de GNU sí la adoptaron.